# Mamer
Mamer (luxemburgisch Mamerⓘ) ist eine Gemeinde im Großherzogtum Luxemburg. Die Ortschaft Capellen ist Hauptort des gleichnamigen Kantons. Es handelt sich um den einzigen Kantonshauptort in Luxemburg, der nicht zugleich Gemeindehauptort ist.

## Zusammensetzung der Gemeinde
Die Gemeinde besteht aus den drei Ortschaften
- Mamer
- Capellen
- Holzem

## Politik
Die Gemeinde Mamer wird von einer Koalition aus der christlich-konservativen CSV und der sozialistischen LSAP regiert.
Bei den Kommunalwahlen um Juni 2023 traten vier Parteilisten zur Kommunalwahl an, wovon alle den Einzug in den Gemeinderat schafften.
| Partei                                             | Sitze: 15 | Stimmenanteil | Stimmenanteil |
| -------------------------------------------------- | --------- | ------------- | --- |
| Chrëschtlech-Sozial Vollekspartei (CSV)            | 7         | 45,12 %       | Gemeinderatswahl Mamer 2023 %50403020100 45,12 % (+3,75 %p)22,81 % (+2,16 %p)19,04 % (−7,17 %p)13,03 % (+1,25 %p) CSVLSAPGréngDP20182023 |
| Lëtzebeurger Sozialistesch Aarbechterpartei (LSAP) | 3         | 22,81 %       | Gemeinderatswahl Mamer 2023 %50403020100 45,12 % (+3,75 %p)22,81 % (+2,16 %p)19,04 % (−7,17 %p)13,03 % (+1,25 %p) CSVLSAPGréngDP20182023 |
| Déi Gréng                                          | 3         | 19,04 %       | Gemeinderatswahl Mamer 2023 %50403020100 45,12 % (+3,75 %p)22,81 % (+2,16 %p)19,04 % (−7,17 %p)13,03 % (+1,25 %p) CSVLSAPGréngDP20182023 |
| Demokratesch Partei (DP)                           | 2         | 13,03 %       | Gemeinderatswahl Mamer 2023 %50403020100 45,12 % (+3,75 %p)22,81 % (+2,16 %p)19,04 % (−7,17 %p)13,03 % (+1,25 %p) CSVLSAPGréngDP20182023 |

## Geschichte
Mamer wurde erstmals in einem Akt vom 8. April 960 erwähnt, als Gräfin Liutgardis die Ortschaft Mambra an das Kloster St. Maximin verschenkte.
1972 wurden Überreste römischer Thermen und eines Dorfes bei archäologischen Ausgrabungen nahe dem Tossebierg entdeckt. Das heutige Mamer war in der Römerzeit ein Rastplatz an einer Militär- und Römerstraße.

## Sehenswürdigkeiten

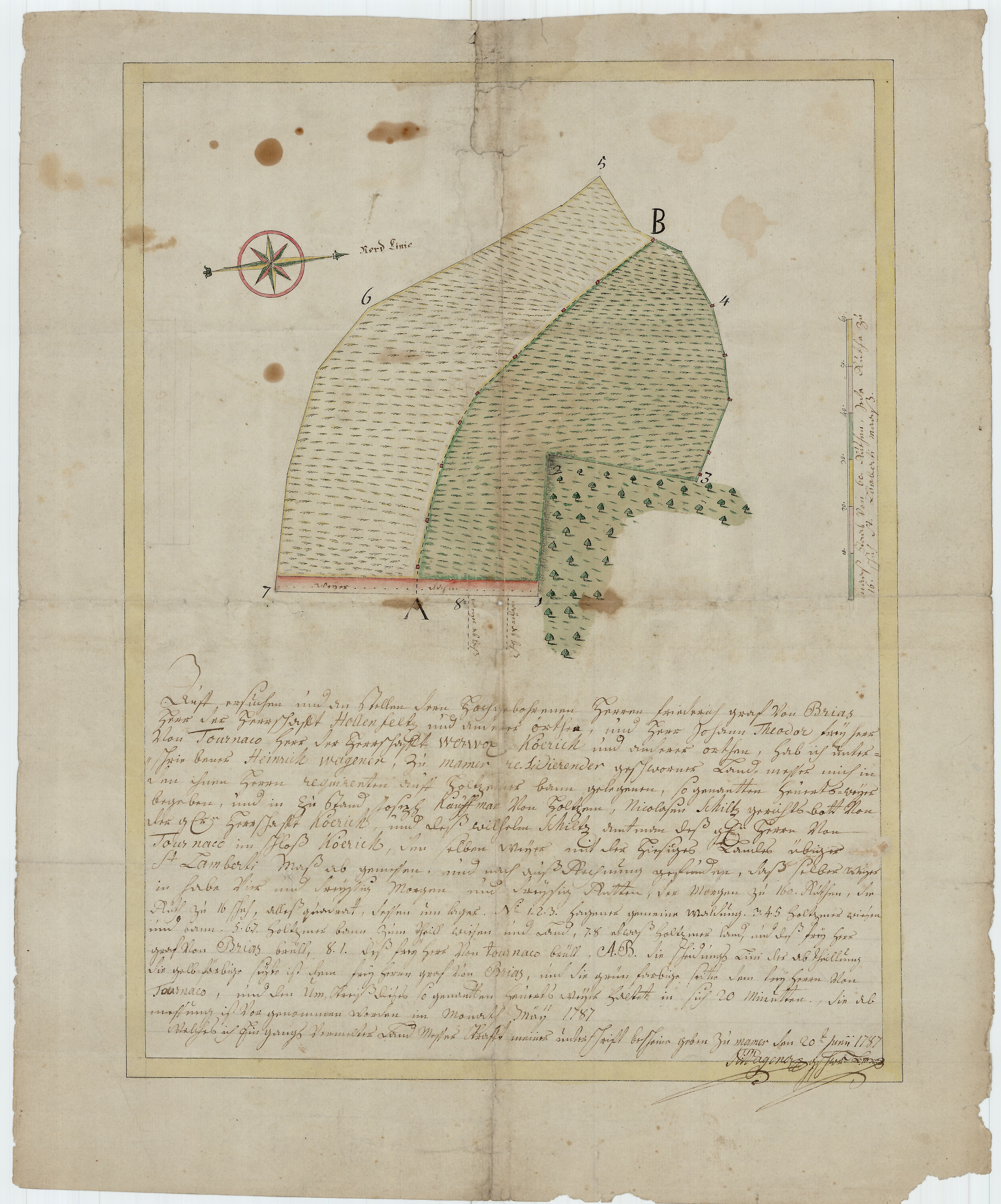
Skizze zum Heuertsweiher in Holzem (1787)

Eine Sehenswürdigkeit sind die gut erhaltenen römischen Thermen.

## Sport
Einer der Sportvereine in Mamer ist der FC Mamer 32.
Ein weiterer Sportverein ist der VC Mamer (Volleyball).
Dieser Verein legt besonders viel Wert auf die Jugendarbeit. Dadurch konnte man in der Saison 2014/15 bei den Cadettes Frauen das Double (bestehend aus Meisterschaft und Pokalsieg) gewinnen. Des Weiteren konnte man 2013 die luxemburgische Meisterschaft bei den Frauen gewinnen.

## Gemeindepartnerschaft
Seit 1976 ist die französische Gemeinde Dangé-Saint-Romain im Département Vienne Partnergemeinde von Mamer.

## Persönlichkeiten

### Söhne und Töchter der Stadt
- Géza Wertheim (1910–1979), Bobfahrer und Tennisspieler
- Josy Barthel (1927–1992), Politiker und Olympiasieger[2]
- Robert Bintz (1930–2022), Radrennfahrer
- Josy Braun (1938–2012), Schriftsteller
- Nicolas Frantz (1899–1985), Radrennfahrer. 1927 und 1928 Sieger der Tour de France
- Léon Letsch (* 1927), Fußballspieler
- Nicolaus Mameranus (1500–1567), Hofdichter und Kriegschreiber von Karl V.[3]
- Camille Perl (1938–2018), römisch-katholischer Prälat
- Mars Schmit (1931–1990), Maler

### Weitere Persönlichkeiten
- Jean-Claude Juncker (* 1954), luxemburgischer Politiker (CSV), 1995–2013 Premierminister Luxemburgs, 2014–2019 Präsident der Europäischen Kommission, wohnt in Capellen